# Hraniční kontrola
Hraniční kontrola je proces, který za účelem regulace převozu osob, zvířat nebo zboží přes státní hranici provozuje vláda státu na státní hranici, která daný stát odděluje od státu sousedního. Kromě mezistátních hraničních kontrol ovšem existují i vnitrostátní kontroly (např. mezi různými provinciemi v rámci jednoho státu).
Hraniční kontroly mohou mít celou řadu různých účelů; zpravidla je však jejich cílem nějaký jev omezit nebo mu zcela zabránit. Může tedy jít například o snahu zabránit nelegální migraci, šíření nemocí, převozu zakázaného zboží (např. tvrdé drogy), ale také vymáhání cel. V některých regionech světa byly hraniční kontroly mezi státy za standardních podmínek zrušeny (typicky Schengenský prostor), nicméně hranice některých jiných států mohou být prakticky neprůchozí (př. demilitarizované pásmo mezi Severní a Jižní Koreou) nebo průchozí jen přes speciální hraniční přechody.
Během hraniční kontroly jako takové často dochází ke kontrole dokladů (někdy i víz) nebo například k prohlídce vozidla, kterým daná osoba mezi státy cestuje. Kromě toho však při hraničních kontrolách mezi jednotlivými státy může být vyžadována celá řada dalších úkonů předtím, než bude cestující osoba do země vpuštěna. Podle některých odhadů se celosvětově (zpravidla nepřímo) vydávané náklady na hraniční kontroly pohybují ve výši několika bilionů dolarů.